# Kim Hyong-gwon
Kim Hyong-gwon (em coreano: 김형권; hanja: 金亨權; Pyongan Sul, 4 de novembro de 1905 — Seul, 12 de janeiro de 1936) foi um revolucionário coreano. Ele é conhecido por ter atacado uma delegacia japonesa na Coreia ocupada pelos japoneses e por seu falecimento na prisão de Seodaemun, em Seul, onde cumpria sua sentença.
Kim Hyong-gwon era tio do líder e fundador da Coreia do Norte, Kim Il-sung. Ele está entre os membros mais famosos da família Kim na propaganda norte-coreana. O condado de Kimhyonggwon, na Coreia do Norte, recebeu o nome dele.

## Vida pessoal
Em sua juventude, Kim Hyong-gwon estudou na escola Sunhwa, perto de sua casa, na atual Mangyongdae, Pyongyang.
Kim foi um guerrilheiro revolucionário e um comunista ativo na década de 1930. Sua personalidade era descrita como "temperamental". Em agosto de 1930, ele liderou um pequeno destacamento de guerrilheiros de Manchúria através do rio Amnok (Yalu) para a Coreia ocupada pelos japoneses. As ações de seu pequeno grupo perto de Pungsan foram notadas pela imprensa japonesa na época. Ele capturou dois carros da polícia japonesa e ambos os atos ocorreram em terreno montanhoso. Tempo depois de atacar a delegacia japonesa em Pungsan, ele foi preso perto de Hongwon. Ele foi condenado a 15 anos de prisão quando tinha 28 anos. Ele morreu em 12 de janeiro de 1936, durante sua sentença na prisão de Seodaemun, em Seul, onde dissidentes anti-japoneses eram detidos entre 1910 e 1945 em condições cruéis.

## Legado
Kim Hyong-gwon está entre os membros mais importantes da família Kim na propaganda e, nesse contexto, é comparável a outros membros importantes da família, como o pai de Kim Il-sung, Kim Hyong-jik, ou o bisavô Kim Ung-u, que se diz ter sido envolvido no incidente do General Sherman [en]. A propaganda norte-coreana insiste que a maioria dos membros da família participou de alguma forma da fundação do Estado norte-coreano e, entre eles, Kim Hyong-gwon é retratado como tendo se sacrificado pela luta anti-japonesa e pela revolução.
Kim Hyong-gwon foi incluído no culto à personalidade em 1976. A mídia norte-coreana usa honoríficos semelhantes para ele, como usam com Kim Il-sung, Kim Jong-il, Kim Jong-un e Kim Jong-suk.
O condado de Kimhyonggwon, anteriormente conhecido como Pungsan, no sudeste da província de Ryanggang, foi renomeado com seu nome em agosto de 1990. Há também uma Faculdade de Professores Kim Hyong Gwon com o seu nome, e a Universidade de Educação Hamnam N. 1, que foi renomeada para Universidade de Educação Kim Hyong Gwon em 1990. Ambas estão em Sinpo. Vários locais de honra e estátuas foram feitos em sua memória. Uma vez a cada cinco anos é realizada uma cerimônia nos dias de sua morte e nascimento.
Um filme norte-coreano chamado Um Fogo Queimando Em Todo o Mundo foi feito em 1977, e trata dos feitos revolucionários de Kang Pan-sok e Kim Hyong-gwon. O filme também foi o primeiro a retratar Il-sung.